# Bebresh (FFH-Gebiet)
Das FFH-Gebiet Bebresh (bulgar. Бебреш) hat seinen Mittelpunkt ungefähr bei dem Dorf Bozhenitsa in der Gemeinde Botewgrad und dehnt sich von Westen nach Osten über die Gemeinden Pravets (bulgarisch Правец) und Roman in den Verwaltungsbezirken Oblast Wraza und Oblast Sofia in Bulgarien aus. Es befindet sich nördlich der Stadt Botewgrad, östlich von der Europastraße 79 und westlich von der Europastraße 83.

## Beschreibung
Im Gebiet der Stadt Roman verläuft der Fluss Iskar, der sich hier mit seinem Nebenfluss Rechter Iskar (Прав Искър) vereinigt. Die Schutzgebietsgrenze im Osten wird vom Fluss Rechter Iskar vollständig gebildet. Das Schutzgebiet besteht in westlicher Richtung aus dem namensgebenden Fluss Bebresh, der das Gebiet von Westen nach Osten durchfließt und im Osten in den Fluss Rechter Iskar mündet. Die beiden Flüsse und die angrenzenden Uferbereiche sind in ihrem natürlichen oder einem weitgehend naturnahen Zustand erhalten geblieben. Der Verlauf der Flüsse ist an die natürlichen Gegebenheiten angepasst und sie fließen in ihrem natürlichen Flussbett mit kleinteiligen Uferterrassen.

## Lebensraumtypen
Nach der FFH-Richtlinie wurden die folgenden Lebensraumtypen von europaweiter Bedeutung (LRT) des Anhang I klassifiziert. Die zu schützenden Lebensraumtypen sind Naturnahe Kalktrockenrasen und deren Verbuschungsstadien (Festuco-Brometalia) (Code 6210) auf einer Flächen von 209,86 ha, Feuchte Hochstaudenfluren der planaren und montanen bis alpinen Stufe (6430) auf einer Fläche von 66,69 ha, Magere Flachland-Mähwiesen aus Wiesen-Fuchsschwanz (Alopecurus pratensis) und Großem Wiesenknopf (Sanguisorba officinalis) (6510) auf einer Fläche von 103,62 ha, Kalkfelsen mit Felsspaltenvegetation (8210) auf einer Fläche von 30,98 ha, Nicht touristisch erschlossene Höhlen (8310) mit 55 Höhlen im Schutzgebiet, Mitteleuropäischer Orchideen-Kalk-Buchenwald (9150) auf einer Fläche von 6,98 ha, Labkraut-Eichen-Hainbuchenwald (Galio-Carpinetum) (9170) auf einer Fläche von 98,17 ha, Schlucht- und Hangmischwälder (9180) auf einer Fläche von 52,32 ha, Auen-Wälder aus Schwarzerlen (Alnus glutinosa) und Eschen (Fraxinus excelsior) (91E0) auf einer Fläche von 13,25 ha, Pannonische Wälder mit Traubeneichen (Quercus petraea) und Hainbuchen (Carpinus betulus) (91G0) auf einer Fläche von 335,52 ha, Pannonische Flaumeichen-Wälder (91H0) auf einer Fläche von 9,10 ha, Pannonisch-balkanische Zerreichen- und Traubeneichenwälder (91M0) auf einer Fläche von 2089,73 ha, Moesische Buchenwälder (91W0) auf einer Fläche von 238,75 ha und Atlantischer, saurer Buchenwald mit Unterholz aus Stechpalme und gelegentlich Eibe auf einer Fläche von 38 ha.

## Flora und Fauna
Folgende Arten von gemeinschaftlichem Interesse wurden für das Gebiet gemeldet:
Der Steinkrebs (Austropotamobius torrentium), die Mopsfledermaus (Barbastella barbastellus), die Forellenbarbe (Barbus meridionalis), die Gelbbauchunke (Bombina variegata), der Wolf (Canis lupus), der Große Eichenbock (Cerambyx cerdo), der Steinbeißer (Cobitis taenia), die Europäische Sumpfschildkröte (Emys orbicularis), der Hirschkäfer (Lucanus cervus), der Fischotter (Lutra lutra), die Langflügelfledermaus (Miniopterus schreibersii), der Trauerbock (Morimus asper funereus), die Bechsteinfledermaus (Myotis bechsteinii), das Kleine Mausohr (Myotis blythii), die Langfußfledermaus (Myotis capaccinii), die Wimperfledermaus (Myotis emarginatus), das Große Mausohr (Myotis myotis), die Blasius-Hufeisennase (Rhinolophus blasii), die Mittelmeer-Hufeisennase (Rhinolophus euryale), die Große Hufeisennase (Rhinolophus ferrumequinum), die Kleine Hufeisennase (Rhinolophus hipposideros), die Meheley-Hufeisennase (Rhinolophus mehelyi), der Bitterling (Rhodeus amarus), Kesslers Gründling (Romanogobio kesslerii), der Alpenbock (Rosalia alpina), der Gold-Steinbeißer (Sabanejewia aurata), die Maurische Landschildkröte (Testudo graeca), die Griechische Landschildkröte (Testudo hermanni), Theodoxus transversalis aus der Familie der Kahnschnecken, der Asiatische Kammmolch (Triturus karelinii), die Bachmuschel (Unio crassus) und der Tigeriltis (Vormela peregusna).
Weitere wichtige Tierarten, die als gefährdet oder stark gefährdet eingestuft wurden, sind beispielhaft der Schneider (Alburnoides bipunctatus), der Ukelei (Alburnus alburnus), die Barbe (Barbus barbus), die Wechselkröte (Bufotes viridis), die Nase (Chondrostoma nasus), die Schlingnatter (Coronella austriaca), die Äskulapnatter (Zamenis longissimus), der Gründling (Gobio gobio), der Europäische Laubfrosch (Hyla arborea), die Östliche Smaragdeidechse (Lacerta viridis), der Döbel (Squalius cephalus), die Würfelnatter (Natrix tessellata), die Elritze (Phoxinus phoxinus), die Mauereidechse (Podarcis muralis), der Springfrosch (Rana dalmatina), die Bachforelle (Salmo trutta fario) und die Europäische Hornotter (Vipera ammodytes).

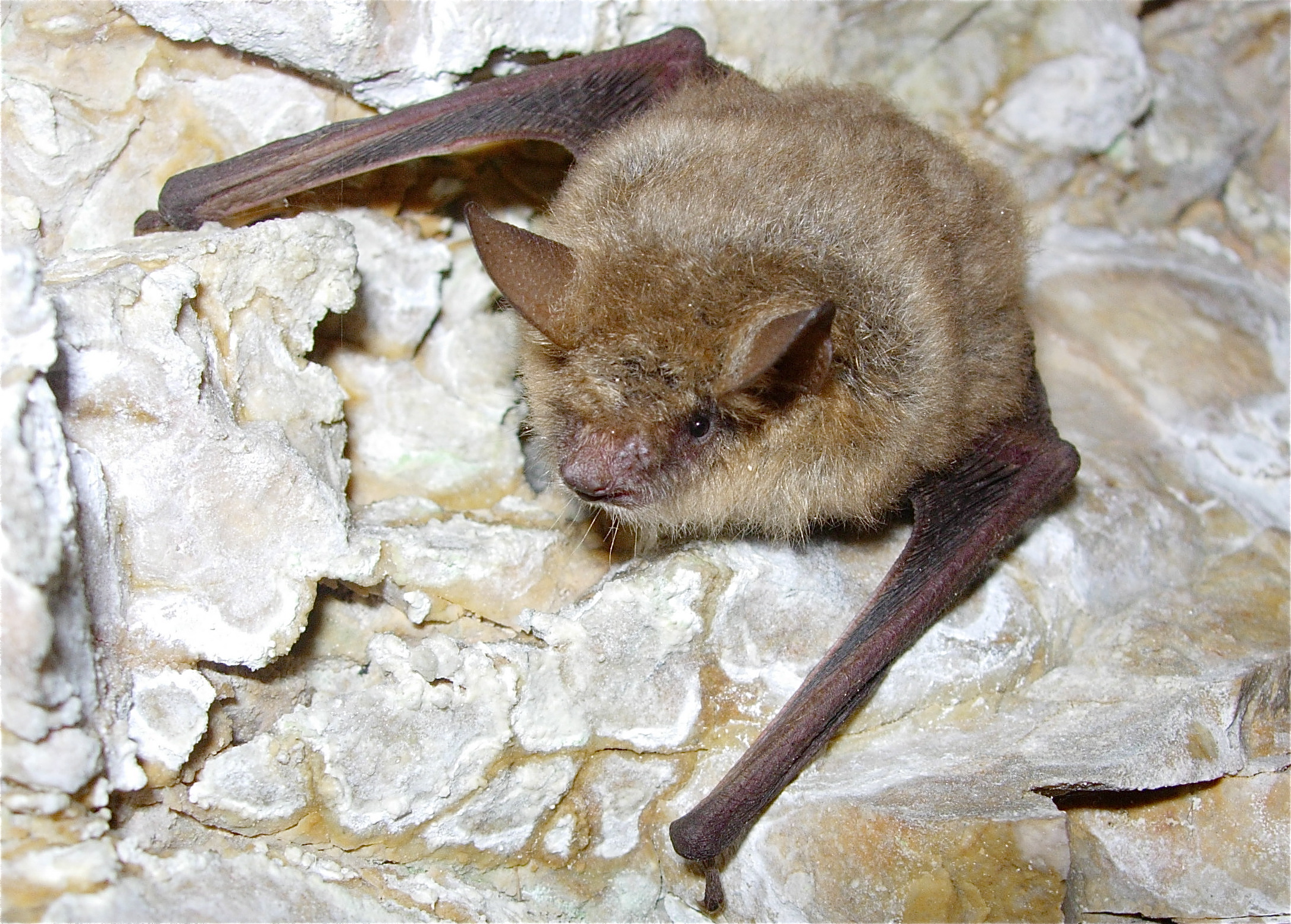
Wimperfledermaus (Beispielfoto)
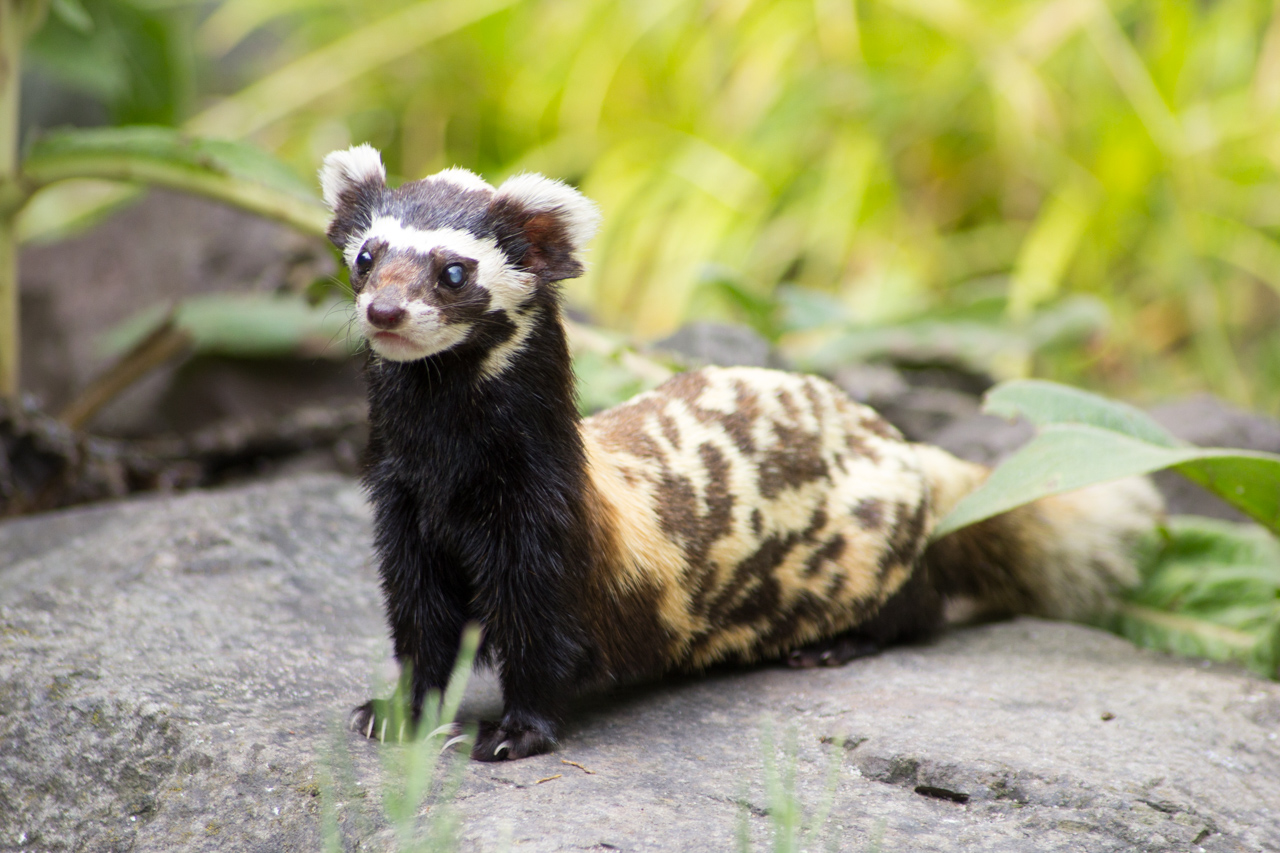
Tigeriltis (Beispielfoto)
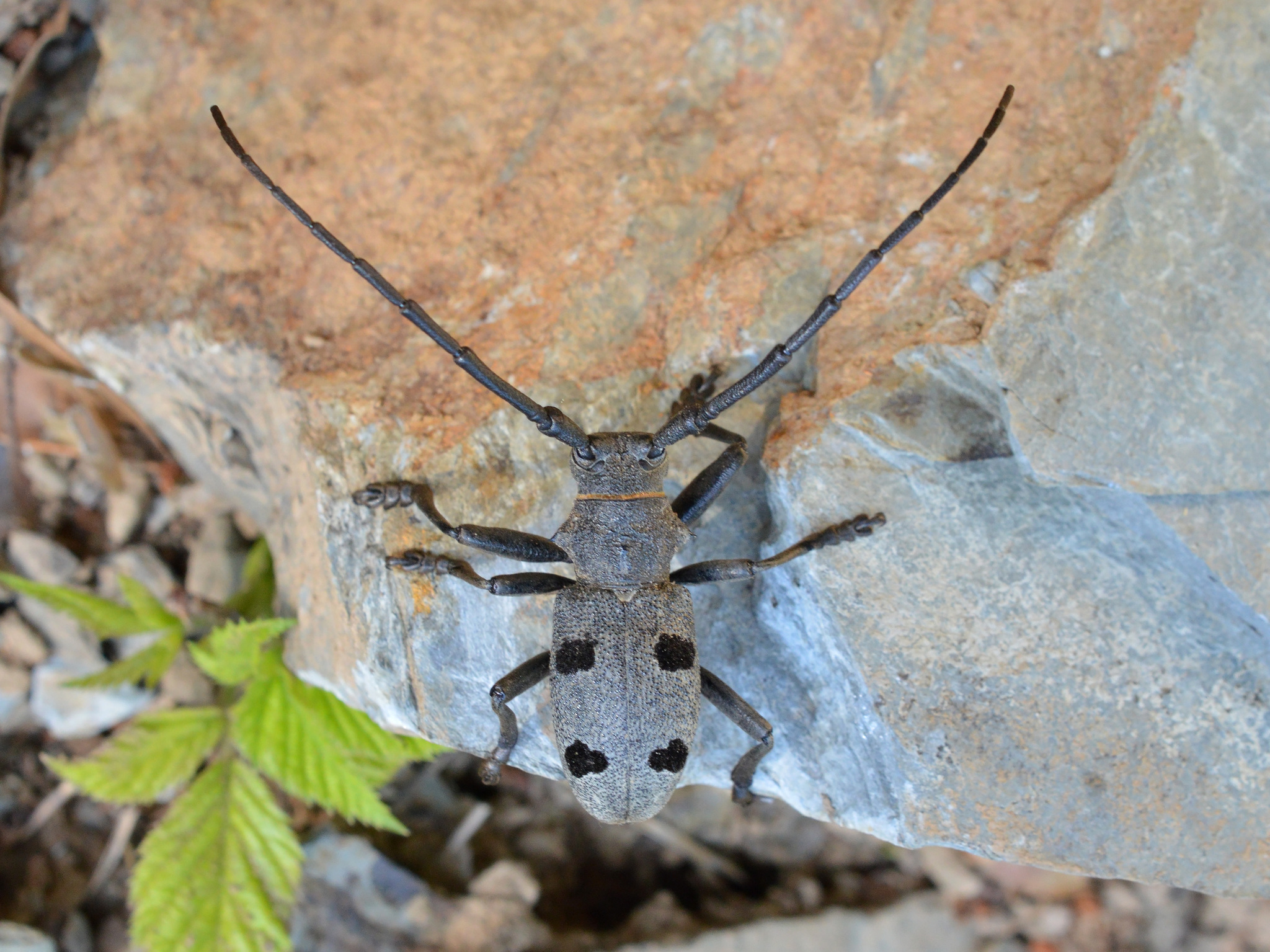
Trauerbock in der Nähe vom Schutzgebiet

## Gefährdung
Für das Schutzgebiet wurden viele Risiken mit einem hohen Schadenspotential aufgezeichnet wie die Aufgabe von Weidesystemen aufgrund von einem Mangel an Weideflächen, die künstliche Bepflanzung gebietsfremder Bäume, die Wiederaufforstung von Wäldern auf nicht geeigneten Standorten, vom Menschen verursachte Veränderungen der hydraulischen Bedingungen, die Jagd im Schutzgebiet, Fallenstellen, Vergiftungen und die Wilderei, Sammlung von geschützten Tierarten für private Zwecke. Ein mittleres Risiko wurde der Entsorgung von Abfällen aus Haushalten oder Freizeiteinrichtungen, die Waldnutzung ohne Nachpflanzung oder natürliches Nachwachsen und die Rodung von Wäldern, das Ausweisen und die Errichtung von Industrie- oder Gewerbegebieten, die Beseitigung von abgestorbenen und absterbenden Bäumen mit der Entfernung von Waldunterholz und die Zersiedelung der Landschaft mit dem Neubau von Gebäuden. Weitaus niedrigere Risiken wurden für die Errichtung von Strom- und Telefonleitungen, die Erweiterung der vorhandenen Straßen oder Autobahnen, der Einsatz von Bioziden, Hormonen und Chemikalien und andere Formen der Umweltverschmutzung benannt.